# Lenguas anganas
Las lenguas anganas son una familia lingüística de lenguas trans-neoguineanas dentro de la clasificación de Malcolm Ross. Las lenguas anganas constituyen claramente un subgrupo filogenético dentro del trans-neoguineano. Fueron identificadas como familia por primera vez por J. Lloyd y A. Healey en 1968; S. Wurm (1975) las clasificó dentro del grupo neoguineano como hace M. Ross.

## Clasificación
La clasificación interna de Ross para las lenguas anganas es la siguiente:
- Angaatiha
- Angano propio (Angano nuclear)
  - Subgrupo A (pronombres ni, ti): Hamtai (Kapau), Kamasa, Kawatsa, Menya, Yagwoia.
  - Subgrupo B: Akoye (Lohiki), Yipma (Baruya), Safeyoka, Simbari Susuami, Tainae (Ivori).

Otra lengua agana es el ankave.
El menya es notable por sus términos de parentesco diádicos (los términos que se refieren a parentescos que dos o más personas que tienen entre sí), que se han encontrado en menos de 10 lenguas y no prevalecen en Nueva Guinea (aunque también existen en idioma oksapmin).

## Comparación léxica
Los numerales en diferentes lenguas anganas:
| GLOSA | Angaatiha   | Angano nuclear | Angano nuclear | Angano nuclear | Angano nuclear | Angano nuclear | Angano nuclear | Angano nuclear | PROTO- ANGANO |
| GLOSA | Angaatiha   | Ankave         | Baruya         | Hamtai         | Menya          | Simbari        | Tainae         | Yagwoia        | PROTO- ANGANO |
| ----- | ----------- | -------------- | -------------- | -------------- | -------------- | -------------- | -------------- | -------------- | ------------- |
| '1'   | nɑːsoʔɨ     | wo             |                | fʌti(nʌ)       | hŋqu           | pwʌl-nʌ        | fainu          | kwanäŋiyä      | *wai-nu       |
| '2'   | jɑʔwɨ       | wau            |                | hivɑʔu         | hŋquaqu        | pwʌ-ɾɑl        | fai'ka         | wlaqu          | *             |
| '3'   | muɾɨmo      | wau wo         |                | 2+1            | 2+1            | 2+1            | 2+1            | 2+1            | *2+1          |
| '4'   | muɾɨmuɾɨ    | wau wau        |                | 2+2            | 2+2            | ɑɾɑl-ɑɾɑl      | 2+2            | 2+2            | *2+2          |
| '5'   | ikɨ nɑːsoʔɨ | 2+2+1          |                | 2+2+1          | ɑtʌᵐbəl        | 2+2+1          |                | wolyämbä       | *             |
| '6'   | 5+1         | 2+2+2          |                | 2+2+2          |                |                |                |                | *             |
| '7'   | 5+2         |                |                |                |                |                |                |                | *             |
| '8'   | 5+3         |                |                |                |                |                |                |                | *             |
| '9'   | 5+4         |                |                |                |                |                |                |                | *             |
| '10'  | ikɨ mɑindum | we tukau       |                |                |                |                |                |                | *             |